# Castéra-Loubix
Castéra-Loubix är en kommun i departementet Pyrénées-Atlantiques i regionen Nouvelle-Aquitaine i sydvästra Frankrike. Kommunen ligger i kantonen Montaner som tillhör arrondissementet Pau. År 2022 hade Castéra-Loubix 51 invånare.

## Befolkningsutveckling
Antalet invånare i kommunen Castéra-Loubix
| Referens: INSEE |